# Prest-O Change-O
Prest-O Change-O är en tecknad kortfilm från 1939 i serien Merrie Melodies regisserad av Chuck Jones. I filmen framträder en kanin som är en prototyp av Snurre Sprätt.

## Handling
En natt flyr två hundar från en hundfångare. Den ena hunden är stor och brun och den andra är liten och vit. De försöker komma undan genom att gömma sig vid gammalt hus, det lyckas, hundfångaren kör förbi. Huset tillhör trollkarlen Sham-Fu. Trollkarlen själv är frånvarande, men mycket av hans rekvisita finns kvar huset. Hundarna kommer in i huset och kort efteråt separeras de. Den stora hunden upptäcker en kanin som kommer ut ur en rock som hänger i en klädhängare. Det är trollkarlens kanin och den spelar flera magiska spratt med hunden. Hunden blir arg och reser ragg, men när den försöker få tag på kaninen försvinner den. Den lilla hunden upptäcker ett förtrollat rep som den snart kämpar mot. Repet tar tag i Sham-Fus trollstav och spelar flera magiska spratt med hunden. Hunden biter tag i staven, hunden får loss den från repet och råkar svälja staven. Hunden får nu hicka, och varje gång den hickar kommer det något ur dess mun, först fåglar och sedan ballonger. Medan allt detta pågår fortsätter kaninen spela flera spratt med den stora hunden. Efter ett tag springer kaninen genom en dörr som hunden inte kan öppna hur mycket den än försöker. Kaninen går iväg från dörren i tron att den har blivit av med hunden. Men så kommer den lilla hunden flygande mot kaninen och rakt genom dörren. Den stora hunden placerar sedan kaninen i flera kistor och låser den sista kistan. Den lilla hunden hickar upp en ballong och när den spricker kommer kaninen fram och den försöker försvinna igen, men innan den kan göra det får den ett slag av den stora hunden och kaninen far genom föremålen i rummet. Efter att den har landat, sitter den omtöcknad i fiskskål med en lampskärm på huvudet och med en blåtira.